# Paul Autran
Pour les articles homonymes, voir Autran.
Paul Autran, né le 5 janvier 1780 à Cannes, et décédé le 24 novembre 1869 à Marseille, est un négociant français, secrétaire perpétuel de l'Académie de Marseille.

## Biographie
Après des études réalisées grâce à une bourse, Paul Autran devient négociant puis, en 1822, entre à la chambre de commerce. Il  est nommé président du tribunal de commerce en 1825. Élu en 1817 à l'Académie de Marseille, il en devient président en 1822 et 1828, puis secrétaire perpétuel de la section Belles-lettres de 1841 à sa mort. Après s'être adonné à la poésie, il présente à ses confrères des biographies de marseillais remarquables. Son propre portrait a été réalisé au moyen d'un physionotrace par Bouchardy, successeur de son inventeur Gilles-Louis Chrétien (1745-1811). Paul Autran offrit à l'Académie en 1868 un exemplaire au crayon du grand trait réalisé à partir de l'original.

## Publications
- Paul Autran, L'Île de Planier, Marseille, Barlatier-Feissat, 1869, 13 p. (OCLC 456841163).
- Paul Autran, Éloge historique du Père Milley, Marseille, Typographie et lithographie Vve Marius Olive, 1868, 27 p. (OCLC 456841161, lire en ligne).
- Paul Autran, Étude historique sur Bossuet, Marseille, Barlatier-Feissat et Demonchy, 1845, 16 p. (OCLC 456841162).